# Hans Kloss. Stawka większa niż śmierć
Hans Kloss. Stawka większa niż śmierć – polski film w reżyserii Patryka Vegi z 2012 roku. Jest sequelem serialu telewizyjnego Stawka większa niż życie (1967–1968). Równolegle z filmem powstał 5-odcinkowy serial, będący rozszerzeniem kinowej produkcji.

## Produkcja
W roku 2010 przystąpiono do pracy nad produkcją filmu fabularnego, w którym głównymi postaciami mieli być serialowi Hans Kloss i Hermann Brunner z rolami aktorskimi Stanisława Mikulskiego i Emila Karewicza. Tworzenie scenariusza rozpoczęli Andrzej Szypulski (zmarł w styczniu 2011) i Zbigniew Safjan (zmarł w grudniu 2011) – pierwotni scenarzyści serialu Stawka większa niż życie, jednak ostatecznymi scenarzystami został Władysław Pasikowski i Przemysław Woś. Film wyreżyserował Patryk Vega. Produkcja filmu pierwotnie miała rozpocząć się jesienią 2010, jednak została wstrzymana ze względu na przeszkody formalne (m.in. w postaci braku posiadania praw do nazwisk Kloss i Brunner). Zdjęcia do filmu rozpoczęły się w połowie kwietnia 2011, a zakończyły w 2012 r.

## Fabuła
Akcja filmu rozgrywa się w latach siedemdziesiątych w Polsce, Hiszpanii, Berlinie Zachodnim i NRD oraz w 1945 roku w oblężonym Królewcu. W marcu 1945 roku wycofujący się Niemcy wywożą z Królewca Bursztynową Komnatę, która znika w niewyjaśnionych okolicznościach. Okazja do jej odnalezienia pojawia się w 1975 roku, gdy na pogrzeb Otto Skorzeny’ego w Madrycie przybywa prawdziwy Hans Kloss. Emerytowani naziści za radą Hermanna Brunnera postanawiają wysłać Klossa do Polski, aby spotkał się z siedzącym w polskim więzieniu byłym gauleiterem Prus Wschodnich Erichem Kochem, który kierował wywozem Bursztynowej Komnaty. Komnatą interesuje się również polski wywiad, który włącza do gry Stanisława Kolickiego – dawnego agenta J-23. Zarówno on, jak i Brunner byli w 1945 roku w Królewcu i mają swoje stare rachunki do wyrównania.

## Plenery
Latarnia Morska Czołpino, pałac w Jabłonnie, zamek w Malborku, teren jednostki 2 Pułku Saperów w Kazuniu, ruiny spichlerza twierdzy Modlin w Nowym Dworze Mazowieckim, kościół ewangelicko-reformowany w Warszawie, Fort Grodzisko w Gdańsku.

## Obsada[1]
- Stanisław Mikulski – jako mjr rez. Stanisław Kolicki (agent J-23, fałszywy Hauptmann Hans Kloss) oraz jako Oberleutnant Hans Kloss (lata 70. XX wieku)
  - Tomasz Kot – jako młody Stanisław Kolicki (podszywający się pod Hauptmanna Hansa Klossa) (lata 40. XX wieku)
- Emil Karewicz – jako Sturmbannführer Hermann Brunner (lata 70. XX wieku)
  - Piotr Adamczyk – jako młody Hermann Brunner (lata 40. XX wieku)
- Marta Żmuda Trzebiatowska – jako Elsa Krauze
- Anna Szarek – jako Ingrid Heizer
- Adam Woronowicz – jako Lau
- Wojciech Mecwaldowski – jako Ringle
- Daniel Olbrychski – jako Oberführer Günter Werner
- Jerzy Bończak – jako Erich Koch
- Grzegorz Kowalczyk – jako Mischke
- Janusz Chabior – jako kpt. Socha
- Piotr Głowacki – jako mjr Czubak
- Maciej Ferlak – jako Reichsminister Martin Borman
- Michał Breitenwald – jako doktor Krause
- Cezary Krajewski – jako strażnik
- Piotr Garlicki – jako Scharführer Marcus
- Marek Kossakowski – jako Baum
- Marcin Perchuć – jako Rudolf
- Jerzy Ciszewski – jako Hauser
- Bartosz Porczyk – jako Kurt
- Błażej Pieczonka – jako Morozow
- Roman Bugaj – jako zbir Brunnera
- Maciej Wilewski – jako strażnik w Barczewie
- Jakub Mazurek – jako pracownik kontrwywiadu
- Piotr Grabowski – jako porucznik

## Krytyka
Film zdobył tzw. Węża, czyli prześmiewczą nagrodę krytyków filmowych dla najgorszych polskich filmów za rok 2012 w ramach kategorii Aktorka (Marta Żmuda Trzebiatowska) oraz trzy nominacje do nagród w kategoriach: najgorsza reżyseria, duet na ekranie oraz najgorszy efekt specjalny.

## Wersja serialowa
Na podstawie filmu powstał także serial składający się z 5 półgodzinnych odcinków, którego pierwszy odcinek zadebiutował na antenie telewizyjnej (w TVP1) dopiero 17 stycznia 2020. W 2022 roku serial był emitowany przez stację Super Polsat.